# 1980年の日本
1980年の日本（1980ねんのにほん）では、1980年（昭和55年）の日本の出来事・流行・世相などについてまとめる。

## 他の紀年法
日本では、西暦の他にも以下の紀年法を使用している。なお、以下の紀年法は西暦と月日が一致している。
- 元号
  - 昭和55年
- 神武天皇即位紀元
  - 皇紀2640年
- 干支
  - 庚申（かのえ さる）

## カレンダー
| 1月 |    |    |    |    |    |    |
| 日  | 月 | 火 | 水 | 木 | 金 | 土 |
|     |    | 1  | 2  | 3  | 4  | 5  |
| 6   | 7  | 8  | 9  | 10 | 11 | 12 |
| 13  | 14 | 15 | 16 | 17 | 18 | 19 |
| 20  | 21 | 22 | 23 | 24 | 25 | 26 |
| 27  | 28 | 29 | 30 | 31 |    |    |
|     |    |    |    |    |    |    |

| 2月 |    |    |    |    |    |    |
| 日  | 月 | 火 | 水 | 木 | 金 | 土 |
|     |    |    |    |    | 1  | 2  |
| 3   | 4  | 5  | 6  | 7  | 8  | 9  |
| 10  | 11 | 12 | 13 | 14 | 15 | 16 |
| 17  | 18 | 19 | 20 | 21 | 22 | 23 |
| 24  | 25 | 26 | 27 | 28 | 29 |    |
|     |    |    |    |    |    |    |

| 3月 |    |    |    |    |    |    |
| 日  | 月 | 火 | 水 | 木 | 金 | 土 |
|     |    |    |    |    |    | 1  |
| 2   | 3  | 4  | 5  | 6  | 7  | 8  |
| 9   | 10 | 11 | 12 | 13 | 14 | 15 |
| 16  | 17 | 18 | 19 | 20 | 21 | 22 |
| 23  | 24 | 25 | 26 | 27 | 28 | 29 |
| 30  | 31 |    |    |    |    |    |
|     |    |    |    |    |    |    |

| 4月 |    |    |    |    |    |    |
| 日  | 月 | 火 | 水 | 木 | 金 | 土 |
|     |    | 1  | 2  | 3  | 4  | 5  |
| 6   | 7  | 8  | 9  | 10 | 11 | 12 |
| 13  | 14 | 15 | 16 | 17 | 18 | 19 |
| 20  | 21 | 22 | 23 | 24 | 25 | 26 |
| 27  | 28 | 29 | 30 |    |    |    |
|     |    |    |    |    |    |    |

| 5月 |    |    |    |    |    |    |
| 日  | 月 | 火 | 水 | 木 | 金 | 土 |
|     |    |    |    | 1  | 2  | 3  |
| 4   | 5  | 6  | 7  | 8  | 9  | 10 |
| 11  | 12 | 13 | 14 | 15 | 16 | 17 |
| 18  | 19 | 20 | 21 | 22 | 23 | 24 |
| 25  | 26 | 27 | 28 | 29 | 30 | 31 |
|     |    |    |    |    |    |    |

| 6月 |    |    |    |    |    |    |
| 日  | 月 | 火 | 水 | 木 | 金 | 土 |
| 1   | 2  | 3  | 4  | 5  | 6  | 7  |
| 8   | 9  | 10 | 11 | 12 | 13 | 14 |
| 15  | 16 | 17 | 18 | 19 | 20 | 21 |
| 22  | 23 | 24 | 25 | 26 | 27 | 28 |
| 29  | 30 |    |    |    |    |    |
|     |    |    |    |    |    |    |

| 7月 |    |    |    |    |    |    |
| 日  | 月 | 火 | 水 | 木 | 金 | 土 |
|     |    | 1  | 2  | 3  | 4  | 5  |
| 6   | 7  | 8  | 9  | 10 | 11 | 12 |
| 13  | 14 | 15 | 16 | 17 | 18 | 19 |
| 20  | 21 | 22 | 23 | 24 | 25 | 26 |
| 27  | 28 | 29 | 30 | 31 |    |    |
|     |    |    |    |    |    |    |

| 8月 |    |    |    |    |    |    |
| 日  | 月 | 火 | 水 | 木 | 金 | 土 |
|     |    |    |    |    | 1  | 2  |
| 3   | 4  | 5  | 6  | 7  | 8  | 9  |
| 10  | 11 | 12 | 13 | 14 | 15 | 16 |
| 17  | 18 | 19 | 20 | 21 | 22 | 23 |
| 24  | 25 | 26 | 27 | 28 | 29 | 30 |
| 31  |    |    |    |    |    |    |
|     |    |    |    |    |    |    |

| 9月 |    |    |    |    |    |    |
| 日  | 月 | 火 | 水 | 木 | 金 | 土 |
|     | 1  | 2  | 3  | 4  | 5  | 6  |
| 7   | 8  | 9  | 10 | 11 | 12 | 13 |
| 14  | 15 | 16 | 17 | 18 | 19 | 20 |
| 21  | 22 | 23 | 24 | 25 | 26 | 27 |
| 28  | 29 | 30 |    |    |    |    |
|     |    |    |    |    |    |    |

| 10月 |    |    |    |    |    |    |
| 日   | 月 | 火 | 水 | 木 | 金 | 土 |
|      |    |    | 1  | 2  | 3  | 4  |
| 5    | 6  | 7  | 8  | 9  | 10 | 11 |
| 12   | 13 | 14 | 15 | 16 | 17 | 18 |
| 19   | 20 | 21 | 22 | 23 | 24 | 25 |
| 26   | 27 | 28 | 29 | 30 | 31 |    |
|      |    |    |    |    |    |    |

| 11月 |    |    |    |    |    |    |
| 日   | 月 | 火 | 水 | 木 | 金 | 土 |
|      |    |    |    |    |    | 1  |
| 2    | 3  | 4  | 5  | 6  | 7  | 8  |
| 9    | 10 | 11 | 12 | 13 | 14 | 15 |
| 16   | 17 | 18 | 19 | 20 | 21 | 22 |
| 23   | 24 | 25 | 26 | 27 | 28 | 29 |
| 30   |    |    |    |    |    |    |
|      |    |    |    |    |    |    |

| 12月 |    |    |    |    |    |    |
| 日   | 月 | 火 | 水 | 木 | 金 | 土 |
|      | 1  | 2  | 3  | 4  | 5  | 6  |
| 7    | 8  | 9  | 10 | 11 | 12 | 13 |
| 14   | 15 | 16 | 17 | 18 | 19 | 20 |
| 21   | 22 | 23 | 24 | 25 | 26 | 27 |
| 28   | 29 | 30 | 31 |    |    |    |
|      |    |    |    |    |    |    |

## 在職者
- 天皇: 裕仁
- 内閣総理大臣: 大平正芳（自由民主党）、6月12日から7月17日まで伊東正義（自由民主党・臨時代理）、7月17日より鈴木善幸（自由民主党）
- 内閣官房長官: 伊東正義（自由民主党）、7月17日より宮澤喜一（自由民主党）
- 最高裁判所長官: 服部高顯
- 衆議院議長: 灘尾弘吉（自由民主党） 、7月17日より福田一（自由民主党）
- 参議院議長: 安井謙（自由民主党）、7月17日より徳永正利（自由民主党）
- 国会: 
  - 第91回 (常会, 1979年（昭和54年）12月21日-1980年5月19日)
  - 第92回 (特別会, 7月17日-26日)
  - 第93回 (臨時会, 9月29日-11月29日)
  - 第94回 (常会, 12月22日-1981年（昭和56年）6月6日)

## 世相
- 日本の自動車生産台数が世界一となった。
- ホワイトデーが初めて全国規模で行われた。
- モスクワオリンピックが開催されたが、日本をはじめとする西側諸国の約50カ国がボイコットした。
- 竹の子族が出現した。
- この年発売されたゲーム&ウオッチ（任天堂）やルービックキューブ（ツクダオリジナル）、チョロQ（タカラ、後のタカラトミー）といった玩具が流行した。
- 身代金目的誘拐事件が当時、史上最多となる13件を記録[1]。誘拐された被害者11人のうち、4人（富山・長野連続女性誘拐殺人事件の被害者2人と、司ちゃん誘拐殺人事件・名古屋女子大生誘拐殺人事件の各被害者）が殺害された[1]。
- 石津謙介は、8月に相次いで発生したこの年の三大災害（富士山大規模落石事故・静岡駅前地下街爆発事故・新宿西口バス放火事件）を指し[書籍 1]、「一富士二鷹三茄子」とかけた造語「一富士、二地下、三バスビ」を生み出した[2]。また、山藤章二は『週刊朝日』に「悪夢三題 一富士二地下三バス火」と題した風刺画（1980年9月5日号に掲載）を寄稿している[雑誌 1]。

### 周年
- 電信開通100周年（東京-横浜間）
- 日章旗国旗制定100周年

## できごと

### 1月
- 1月1日
  - ハウス食品工業、CI導入。同時に現在の「h」マークが使用開始。新キャッチコピー「楽しい家庭料理の世界をひろげる」を制定。CI導入を記念してスナック菓子「ロッカッキー」を発売。
  - ライオン歯磨とライオン油脂が合併し、旧ライオン歯磨を存続法人として現在のライオンが発足。
- 1月7日 - サンケイ新聞がマスメディアとしては初めて、拉致事件を「アベック3組ナゾの蒸発 外国情報機関が関与?」というタイトルで報道する[Web 1]。
- 1月16日 - ポール・マッカートニーが大麻所持の容疑で成田空港内で逮捕される[書籍 2]。
- 1月20日 - 横浜大洋ホエールズがアメリカ合衆国アリゾナ州メサにて球団初の海外キャンプを実施。
- 1月22日 - 本田技研工業が「シビックカントリー」を発売（のちの「シビックシャトル」→「オルティア」の源流）。
- 1月29日 - パンダのホアンホアン、北京市から上野動物園へ。
- 1月31日 - 三重県熊野市二木島町で熊野一族7人殺害事件が発生。犯人は猟銃・斧で親族10人を殺傷して自殺した[書籍 3]。

### 2月
- 2月1日 - パイオニアが初のステレオラジカセ「ランナウェイ」を発売。
- 2月9日 - 元尾道市長夫妻殺害事件: 広島県尾道市の前市長・佐藤勲（当時55歳）が、市内の自宅で妻（当時45歳）とともに殺害される。事件発生から15年後の1995年2月に公訴時効が成立、未解決事件となった。
- 2月11日 - トヨタ自動車が「カムリ」を発売。当初の車名は「セリカ・カムリ」。
- 2月13日 - 本田技研工業が「クイント」を発売。
- 2月20日 - 大阪府枚方市で京阪電気鉄道の急行電車が中学生の置石が原因で脱線し、民家に突入[書籍 4]。104人が負傷。
- 2月21日 - 前衛舞踊家の花柳幻舟が、花柳流家元3世花柳寿輔を襲撃[書籍 4]。
- 2月22日 - 女性のための就職情報誌「とらばーゆ」が日本リクルートセンターから発売。
- 2月23日 - 富山・長野連続女性誘拐殺人事件（警察庁広域重要指定111号事件）：富山県婦負郡八尾町（現：富山市）在住の女子高生（当時18歳：県立八尾高校3年生）がこの日、国鉄富山駅（富山市）付近で消息を絶ち[新聞 1]、3月6日に岐阜県吉城郡古川町（現：飛騨市古川町）の数河峠付近で絞殺死体となって発見される[新聞 2]。
- 2月29日 - 長崎県壱岐島でグリーンピースの活動家デクスター・ケイトが、駆除の為に囲われていたイルカ約300頭を網を切って逃がし逮捕。法廷で動物の権利を語るが威力業務妨害で有罪（壱岐イルカ事件）[書籍 5]。

### 3月
- 3月5日 - 富山・長野連続女性誘拐殺人事件（警察庁広域重要指定111号事件）：長野県長野市内で長野信用金庫勤務の女性従業員（当時20歳）が誘拐され、被害者宅に女の声で身代金3,000万円を要求する電話が掛かった[新聞 1]。3月27日に報道協定を解除し、公開捜査に切り替えた[新聞 1]が、被害者は既に殺害されていた。
- 3月6日 - 早稲田大学商学部で入試問題漏洩事件が発覚し、8日に大学職員ら9人が逮捕・起訴される[書籍 6]。
- 3月7日 - 歌手の山口百恵が俳優の三浦友和との婚約を発表[書籍 7]。
- 3月9日 - 北九州市病院長殺害事件（事件発覚：1979年11月）: 死体遺棄容疑で福岡県警察から取り調べを受けていた被疑者2人（別件逮捕済み）のうち、1人が殺害を自供[新聞 3]。2人とも同月11日に死体遺棄容疑で逮捕され[新聞 4]、4月2日には強盗殺人容疑で再逮捕される[新聞 5]。その後、2人は1988年に最高裁で死刑が確定[新聞 6]、1996年7月に福岡拘置所で死刑を執行された[新聞 7]。
- 3月14日 - 全国規模で初めてのホワイトデーを開催。全国飴菓子工業協同組合（全飴協）が企画した。
- 3月15日 - 映画ドラえもんシリーズ第1作『映画ドラえもん のび太の恐竜』公開。以降、2005年と2021年を除き毎年新作が公開されている。
- 3月16日 - 都営地下鉄新宿線新線新宿駅 - 岩本町駅間開業。
- 3月17日 - トヨタ自動車が「クレスタ」を発売（「マークII」・「チェイサー」の姉妹車。同日「ブリザード」も発売。同時にトヨタ5番目の販売店としてトヨタビスタ店設立）。
- 3月21日 - 埼玉県南埼玉郡宮代町で母子が殺害され、被害者宅が放火される事件が発生。
- 3月22日 - 中央大学駿河台校舎閉校式を挙行[書籍 8]。
- 3月27日
  - 第52回選抜高等学校野球大会が阪神甲子園球場で開幕。
  - 営団有楽町線銀座一丁目駅 - 新富町駅間開業。
- 3月30日 - 富山・長野連続女性誘拐殺人事件（警察庁広域重要指定111号事件）：3月5日に長野県内で発生した誘拐事件の被疑者として、長野県警が富山県内在住の男女2人を逮捕[新聞 2]。4月2日、同県小県郡青木村の山中（修那羅峠付近）で被害者の絞殺死体が発見される[新聞 8]。その後、2人は富山県内の誘拐殺人事件（3月6日に発覚）でも逮捕され、両事件の身代金目的誘拐・殺人容疑で起訴されたが、刑事裁判では女（1998年に死刑確定）による単独犯と認定され、男性は1992年4月に無罪が確定[新聞 9]。
- 3月31日 - 富山地方鉄道射水線がこの日限りで廃止。

### 4月
- 4月1日
  - 広島市が10番目の政令指定都市になり、中区・南区・西区など7区が設置された[書籍 9]。
  - 大塚製薬が「ポカリスエット」を発売。スポーツドリンク普及の先駆けとなる。
  - 松田聖子がCBSソニーより『裸足の季節』でレコードデビュー[書籍 9]。
- 4月3日 - 冷泉家が藤原定家の「明月記」など秘蔵の古文書を初公開する[書籍 10][書籍 9]。
- 4月6日 - 第52回選抜高等学校野球大会の決勝戦が阪神甲子園球場で行われ、高知商が広陵を5-1で破り初優勝。
- 4月25日 - 東京都中央区銀座で42歳の男性が1億円の入った風呂敷包みを発見し警察に届け出る。落とし主が現れないまま11月9日に拾得者の物となる[書籍 10][3]。
- 4月28日 - 任天堂が初の携帯型ゲーム機「ゲーム&ウオッチ」を発売。

### 5月
- 5月15日 - 北九州市若松区の日本板硝子若松工場で不要になった煙突の解体時にクッション代わりの砂利が衝撃で飛び散り、報道関係者他12名が負傷。
- 5月16日 - 野党が提出した大平内閣に対する不信任決議案が可決。
- 5月19日 - 16日に内閣不信任決議案が可決したことにより、衆議院が解散[書籍 11][書籍 12]。内閣不信任決議案の可決が想定されていなかったことから「ハプニング解散」と呼ばれる。
- 5月21日 - ミニストップ設立。
- 5月23日
  - 経団連第5代会長に稲山嘉寛が就任[書籍 12]。
  - 黒澤明監督の映画作品「影武者」がカンヌ国際映画祭グランプリを受賞[書籍 12]。
- 5月24日 - JOC総会の採決で日本のモスクワオリンピック不参加が決定[書籍 12][4]。
- 5月28日 - ロッテオリオンズの張本勲が対阪急ブレーブス戦（川崎球場）で史上初の通算3000本安打を本塁打で達成。

### 6月
- 6月 - TOTO、ウォシュレットを発売。
- 6月1日
  - 気象庁、東京都内の降水予報を開始[書籍 10][書籍 13]。
  - 福岡市植物園開園。
- 6月5日 - 名鉄知多新線野間駅 - 内海駅間開業。
- 6月12日
  - 大平正芳首相急死[書籍 11][書籍 14]。内閣総辞職。伊東正義内閣官房長官が首相の臨時代理を務める[書籍 14]。
  - 読売ジャイアンツ（巨人）の王貞治が対広島東洋カープ戦（後楽園球場）で金田留広から850号のホームランを打つ。
- 6月16日
  - 「週刊ヤングマガジン」（講談社）創刊。
  - 日産自動車が「ラングレー」を発売（「パルサー」の姉妹車。「サファリ」も同時発売）。
- 6月21日 - 田原俊彦がキャニオンレコードより『哀愁でいと』でレコードデビュー。
- 6月22日 - 第36回衆議院議員総選挙と第12回参議院議員通常選挙が同時に行われ、初の衆参同日選挙となる[書籍 11][5]。
- 6月23日 - ダイハツ工業が「クオーレ」/「ミラ」を発売。
- 6月30日 - 上野動物園のオスのジャイアントパンダ、カンカンが心不全により急死。

### 7月
- 7月3日 - 失踪していた「イエスの方舟」信者26人が静岡県熱海市で発見（イエスの方舟事件）[書籍 15]。
- 7月15日 - 牛丼の吉野家が会社更生法を申請（1983年にセゾングループが再建に乗り出す）[書籍 16]。
- 7月17日 - 鈴木善幸内閣が発足[書籍 11][6]。
- 7月23日 - サンクス設立（当初は長崎屋の子会社）。
- 7月25日 - ルービックキューブが日本で発売[Web 2]。

### 8月
- 8月2日 - 司ちゃん誘拐殺人事件：山梨県東八代郡一宮町（現：笛吹市）で保育園児の男児（当時5歳）が[新聞 10]、電気工事業の男（当時36歳）によって誘拐され、3日後に殺害される[1]。加害者は身代金1,000万円を要求したが、8月15日に東京都内で逮捕[1]。16日、被害者の遺体が中巨摩郡敷島町（現：甲斐市）の林（昇仙峡付近）で発見される[新聞 10]。
- 8月8日 - 阪神甲子園球場で第62回全国高等学校野球選手権大会が開幕。
- 8月14日 - 富士山吉田口で落石、12人が死亡。落石は9合目付近で発生し、6合目下まで落下[書籍 10]。
- 8月16日 - 静岡駅前の地下街でガス爆発[書籍 10]。死傷者200人以上[7]。
- 8月19日 - 新宿駅西口バスターミナルで路上生活者の男が発車待ちの京王電鉄バスの車内に放火、死傷者20人の惨事[書籍 10][8]。
- 8月22日 - 第62回全国高等学校野球選手権大会の決勝戦。エース愛甲猛を擁する神奈川県代表の横浜が東東京代表の早稲田実業を6-4で破り初優勝。
- 8月26日 - 本田技研工業が「バラード」を発売（9月10日には「シビック」4ドアセダンを発売）。

### 9月
- 9月1日 - 山野さと子が歌手デビュー。
- 9月3日 - 伊藤律が中国から帰国[書籍 17]。
- 9月11日 - 富士見産婦人科病院事件が発覚[書籍 17][9]。
- 9月13日 - 北陸鉄道能美線がこの日限りで廃止。
- 9月15日 - 新宿副都心に米国のホテルグループ・ハイアットホテルアンドリゾーツの日本国内1号店である「ホテルセンチュリーハイアット」が開業（現在の名称はハイアットリージェンシー東京）。
- 9月18日 - 本田技研工業が「ベンリィCD90」を発売。
- 9月19日 - 富士見産婦人科病院からの政治献金で斎藤邦吉厚相辞任[書籍 18]。
- 9月20日 - 昭和の爆笑王の異名を取った落語家の林家三平が54歳で死去[書籍 19]。
- 9月30日 - 1973年12月に自由民主党がサンケイ新聞紙上にて日本共産党を批判する意見広告の掲載をめぐる裁判でサンケイ新聞社側が全面勝訴。
- 9月30日 - 日産自動車が「レパード」を発売（前年モデルチェンジされた「ブルーバード」から直列6気筒グレードを継承）。
- 日付不明 - 福武書店が「進研ゼミ小学講座」を開講 。

### 10月
- 10月1日 - 国鉄大ダイヤ改正実施。横須賀線と東海道本線の分離運転開始、北海道地区では千歳空港駅が開業し、781系電車が本格的デビュー。東海道新幹線は「こだま」26本を削減、東京 - 博多間が6時間40分に。「ひかり」の京都 - 博多間（各駅停車）が分離され、山陽新幹線で「こだま」の本数が増加した。
- 10月5日
  - 山口百恵の引退コンサートが日本武道館で行われる（10月15日引退）[書籍 20][10]。
  - 日本テレビ『笑点』の大喜利メンバーだった落語家の4代目三遊亭小圓遊が43歳で死去。
- 10月12日 - 巨人の王貞治が対ヤクルトスワローズ戦（後楽園球場）で神部年男から現役最後となる868本目のホームランを打つ。
- 10月21日 - 巨人の長嶋茂雄監督が退任[書籍 21][11]、後任監督に藤田元司が就任。
- 10月31日 - 西鉄北方線（魚町停留場 - 北方停留場間）がこの日限りで廃止。

### 11月
- 11月2日 - 日本シリーズは広島が近鉄バファローズを4勝3敗で下し、日本シリーズ2連覇を達成。
- 11月4日 - 巨人の王貞治選手が現役引退[書籍 22][11]。通算本塁打数868本は世界最多記録（現在も破られていない）。引退と同時に同球団の助監督に就任。
- 11月7日 - 元宝塚歌劇団のトップスターで歌手・女優の越路吹雪が死去[書籍 22]。
- 11月19日 - 山口百恵と三浦友和が霊南坂教会で結婚、披露宴は東京プリンスホテル・鳳凰の間。
- 11月20日 - 川治プリンスホテル火災[書籍 23][12]。45人の死者を出す戦後3番目の大惨事となる。
- 11月27日 - 大阪市営地下鉄谷町線の天王寺駅 - 八尾南駅間が開業し、その代替として南海平野線がこの日限りで廃止。
- 11月29日 - 神奈川県川崎市で金属バット両親殺害事件発生[書籍 10]。犯人は当時20歳の予備校生だった[書籍 24]。

### 12月
- 12月1日 - 神戸市の葺合区と生田区が統合され中央区となる。
- 12月2日 - 名古屋女子大生誘拐殺人事件：金城学院大学3年の女子大生A（当時22歳：愛知県名古屋市港区在住）が誘拐され、Aの家族に身代金3,000万円を要求する電話がかかる[新聞 11]。翌1981年1月20日、犯人の木村修治が逮捕され[新聞 12]、同年5月5日には木村の自供通り木曽川（東名阪自動車道の木曽川橋付近）でAの絞殺死体が発見される[新聞 13]。木村は1987年に最高裁で死刑が確定[新聞 14]、1995年12月に名古屋拘置所で死刑を執行された[新聞 15]。
- 12月12日
  - 日本の自動車生産台数が世界第1位に。名実ともに「自動車大国」となる。
  - 最高裁、死刑が確定していた免田事件の死刑囚・免田栄の再審開始を決定する[書籍 25]。
  - 近藤真彦がRVCより『スニーカーぶる〜す』でレコードデビュー。
- 12月13日 - 最高裁、徳島ラジオ商殺し事件の再審決定[書籍 25]。
- 12月19日 - エイチ・アイ・エス（当時はインターナショナルツアーズ）設立。
- 12月27日 - 小田急7000形電車（ロマンスカーLSE車）、営業運行開始。
- この月、戦前にスタートした、田河水泡の漫画『のらくろ』が完結。発表期間はちょうど50年に及んだ[13]。

## 天候・天災・観測等
- 冷夏により、米への影響が甚大、1954年（昭和29年）以来の不作となる[14]。

五六豪雪（昭和56年豪雪） ：昭和55年（1980年）12月〜昭和56年（1981年）3月
- 死者133名、行方不明者19名、負傷者2,158名、住家全壊165棟、半壊301棟、床上浸水732棟、床下浸水7,365棟など。

1980年（昭和55年）12月中旬に日本海北部からオホーツク海に進んだ低気圧が発達して停滞した結果、強い冬型の気圧配置が続いた。
このため、日本海側の地方では大雪となり全国的に低温の日が続いた。強い冬型の気圧配置が繰り替えし続き東北地方や北海道の太平洋側で大雪となり、年末までには山沿いでの降雪量が100cmを超え、着雪や強風による送電線切断や鉄塔倒壊が相次いだ。また、漁船の遭難被害も多発した。
北陸地方を中心とした大雪は岐阜県高山市や福井県で積雪が100cmを超え、山間部では300cmを超えた。翌年の1981年も低温傾向は続き、全国的に気温が低く日本海側での大雪が続いた。最深積雪の観測記録を更新した地域が、敦賀、山形などいくつかあり、この低温傾向と大雪は3月まで続いた。

## 文化と芸術

### 流行
- 竹の子族この年流行の最盛期。

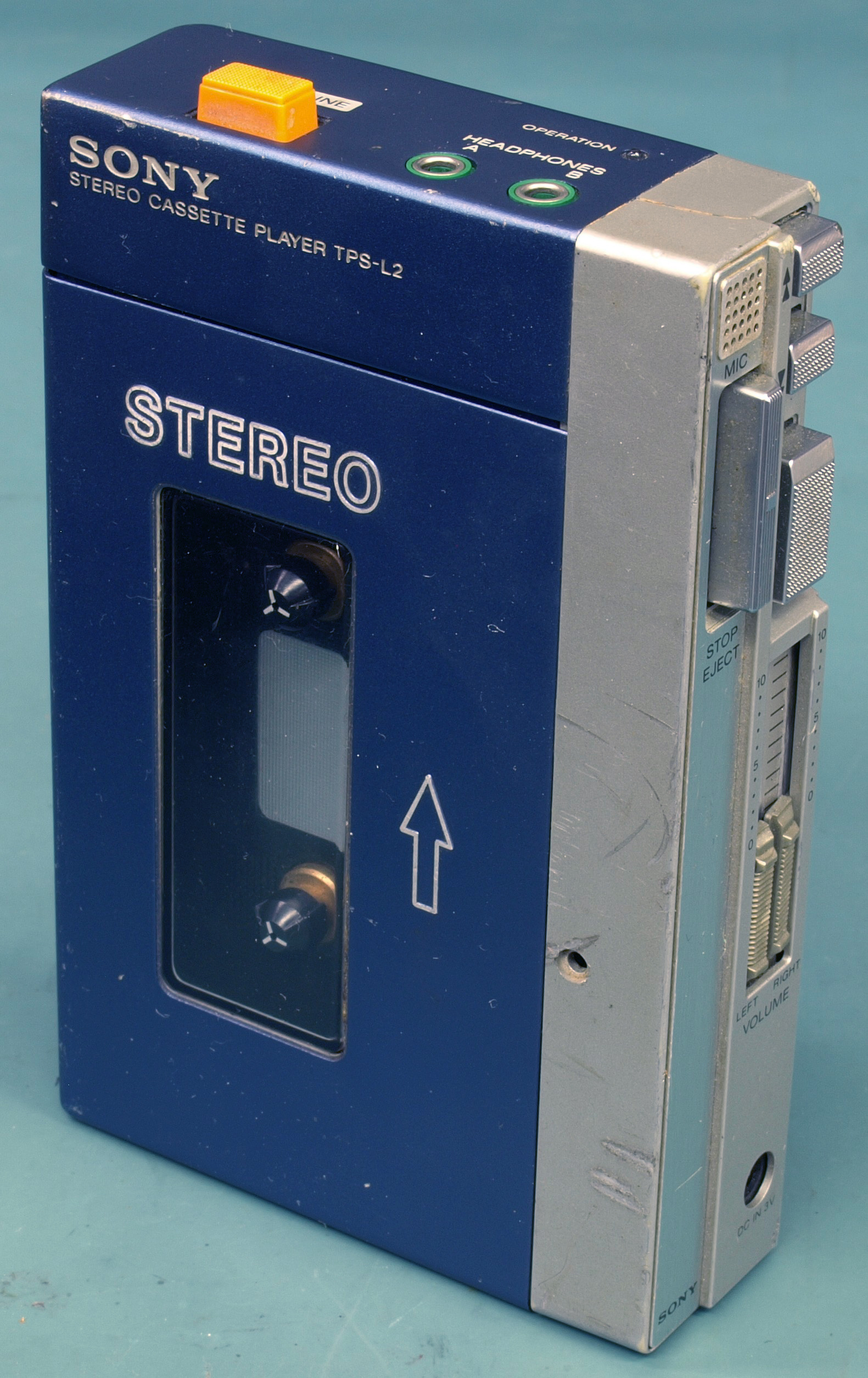
ウォークマン1号機「TPS-L2」。価格は当時33,000円であった。

- この頃から1985年くらいまで地酒ブームが巻き起こる。越乃寒梅には数万円の値段が付いた。
- テクノカットがヘアスタイルの人気になる。
- 玩具では大ヒットとなるゲーム&ウオッチ、ルービック・キューブ、チョロQが発売される。
- 前年発売のソニーのポータブルオーディオウォークマンがこの年大流行。
- 漫才ブーム

### 流行語
- 『五無主義』…当年、日教組教研集会にて指摘された言葉であり、当時の学生たちが『（1970年に流行した）しらけ世代の三無主義（無気力、無責任、無関心）から、無感動、無作法（挨拶も碌に出来ない）が加わった五無となったとの危惧から生じた言葉[15]。

- 『三語族』…「ウッソォ～！」「ホントぉ～？」「カワユ～い♡（もしくはヤダぁ～）」の3語が当時の若年層の女性の間で流行したことから、「三語しか話せない者達」と揶揄する意で生じた。実際は「スゴぉ～い！」「信じらんなぁ～い！」「バッカみたい！」も多用され、1982年頃まで流行は継続した[16]。

- 『赤信号、みんなで渡ればこわくない』…漫才コンビツービートの ビートたけしが発した言葉で人気を獲る。この言葉は、2012年に中国にて「中国式過馬路（中国式道路横断）」との翻訳で流行し、「互動百科（英語版）」にて、10大インターネット流行語に選出された[17]。

- 『カラスの勝手でしょ』…童謡「七つの子」の替え歌。人気コント番組「8時だョ!全員集合」にてザ・ドリフターズの志村けんが唄ったことから流行した。この替え歌は、平成時代出生者が替え歌と知らず認識する程の強い影響を及ぼしている[18][19]。

#### ファッション

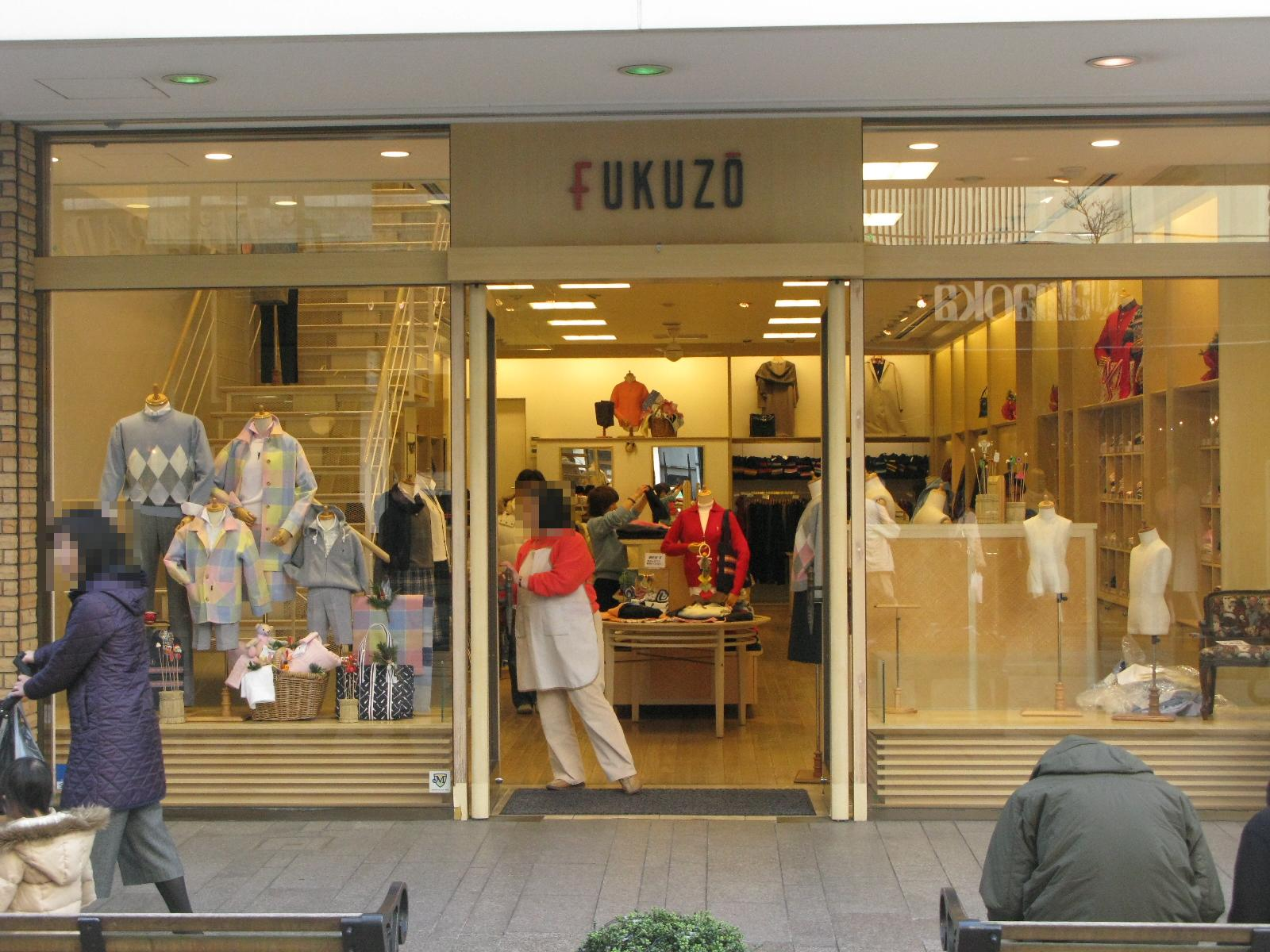
ハマトラの代表的ブランド・フクゾー

- 前年から兆しを見せていた、女子大生ファッションのスタイル、ハマトラが全国的なブームを迎える。

### 建築
竣工
- 3月26日 - 東京都新宿区新宿三丁目に地上8階、地下3階の新宿アルタ・スタジオアルタがオープン。
- 8月 - 東京都新宿区西新宿に地上26階、地下4階、塔屋2階の新宿第一生命ビルがオープン。
- 9月15日 - 東京都新宿区西新宿に地上28階、地下4階のホテルセンチュリーハイアットが開業。
- 11月1日 - 東京都新宿区西新宿に地上35階、地下3階の京王プラザホテル南館がオープン。

解体

### 出版

#### 文学
- 芥川賞
  - 第83回（1980年上半期） - 該当作品なし
  - 第84回（1980年下半期） - 尾辻克彦 『父が消えた』
- 直木賞
  - 第83回（1980年上半期） - 向田邦子『花の名前』『かわうそ』『犬小屋』、志茂田景樹『黄色い牙』
  - 第84回（1980年下半期） - 中村正䡄『元首の謀叛』
- 江戸川乱歩賞
  - 第26回 - 井沢元彦『猿丸幻視行』
- ベストセラー
  - 向田邦子『思い出トランプ』
  - 山口百恵『蒼い時』
  - 井村和清『飛鳥へ、そしてまだ見ぬ子へ』

### 音楽
- 山口百恵が三浦友和と結婚し、芸能界を引退した。
- 1980年代アイドルブームが到来し、松田聖子、田原俊彦、岩崎良美、河合奈保子、三原順子、柏原よしえらが相次いでデビューした。
- イエロー・マジック・オーケストラ（YMO）の欧米での人気がこの年日本にも飛び火。テクノポップブームが巻き起こる。

主な楽曲
- ヒカシュー、P-MODEL、プラスチックスのテクノポップブームが巻き起こる。
- もんた&ブラザーズ 『ダンシング・オールナイト』『赤いアンブレラ』
- クリスタルキング 『大都会』『蜃気楼』
- 久保田早紀 『異邦人』
- 海援隊 『贈る言葉』
- 甲斐バンド 『ビューティフル・エネルギー』『漂泊者（アウトロー）』
- 長渕剛 『順子』
- ロス・インディオス&シルビア 『別れても好きな人』
- オフコース 『さよなら』『Yes-No』
- シャネルズ 『ランナウェイ』『トゥナイト』
- 田原俊彦 『哀愁でいと』『ハッとして!Good』
- 松田聖子 『裸足の季節』『青い珊瑚礁』『風は秋色/Eighteen』
- 谷村新司 『昴』
- 竹内まりや 『不思議なピーチパイ』
- ジューシィ・フルーツ 『ジェニーはご機嫌ななめ』
- アリス 『秋止符』『それぞれの秋』『狂った果実』
- 五十嵐浩晃 『ペガサスの朝』
- 五輪真弓 『恋人よ』
- 八神純子 『パープルタウン 〜You Oughta Know By Now〜』『Mr.ブルー 〜私の地球〜』
- さだまさし 『道化師のソネット』『防人の詩』
- 山口百恵 『さよならの向う側』『ロックンロール・ウィドウ』『謝肉祭』『一恵』
- 沢田研二 『TOKIO』『恋のバッド・チューニング』
- 財津和夫 『Wake Up』
- 八代亜紀 『雨の慕情』
- 小林幸子 『とまり木』『ふたりはひとり』
- 都はるみ 『大阪しぐれ』
- 石野真子 『春ラ!ラ!ラ!』『ハートで勝負』
- 渡辺真知子 『唇よ、熱く君を語れ』
- RCサクセション 『雨上がりの夜空に』『スローバラード』
- 岩崎良美 『赤と黒』『涼風』『あなた色のマノン』
- 三原順子 『セクシー・ナイト』
- 多岐川裕美 『酸っぱい経験』
- 中村晃子 『恋の綱わたり』
- 斉藤哲夫 『いまのキミはピカピカに光って』
- 山下久美子『バスルームから愛をこめて』
- 南佳孝『モンロー・ウォーク』
- 松山千春 『恋』『人生の空から』
- 西城秀樹 『悲しき友情』『愛の園 (AI NO SONO)』『俺たちの時代』
- 高田みづえ 『私はピアノ』
- 美空ひばり 『おまえに惚れた』
- 北島三郎 『風雪ながれ旅』
- サザンオールスターズ 『いなせなロコモーション』
- 庄野真代 『Hey Lady 優しくなれるかい』
- 山下達郎 『RIDE ON TIME』
- 堀内孝雄・滝ともはる 『南回帰線』
- 河合奈保子 『大きな森の小さなお家』『ヤング・ボーイ』
- 川中美幸 『ふたり酒』
- 松村和子 『帰ってこいよ』
- 岸田智史 『重いつばさ』
- 水谷豊 『やさしさ紙芝居』
- 郷ひろみ 『How many いい顔』『セクシー・ユー (モンロー・ウォーク)』
- 松原みき 『真夜中のドア』
- 雅夢 『愛はかげろう』
- チャゲ&飛鳥『万里の河』
- 中島みゆき『かなしみ笑い』『ひとり上手』
- 五木ひろし 『おまえとふたり』『倖せさがして』『ふたりの夜明け』
- 矢沢永吉『THIS IS A SONG FOR COCA-COLA』『涙のラブレター』
- 大山のぶ代『ぼくドラえもん』『ポケットの中に』

### 演劇
歌舞伎
宝塚歌劇団

### 映画
- 影武者
- 地獄の黙示録
- クレイマー・クレイマー
- ツィゴイネルワイゼン
- ハンター
- ドラえもん のび太の恐竜(ドラえもん映画シリーズ第1作)
- 復活の日
- 二百三高地
- 地震列島
- ヤマトよ永遠に
- 世界崩壊の序曲
- 狂い咲きサンダーロード

### テレビ
ドラマ
- NHK大河ドラマ 『獅子の時代』
- NHK連続テレビ小説
  - なっちゃんの写真館（4月7日-10月4日）
  - 虹を織る（10月6日-1981年4月4日）

- ザ・商社（NHK、12月5日-12月13日）
- 池中玄太80キロ（日本テレビ）主演：西田敏行
- 大激闘 マッドポリス'80（日本テレビ）
- 特命刑事（日本テレビ）
- 黄金の犬（日本テレビ）
- ケンちゃんチャコちゃん（TBS、3月-1981年2月）
- 愛LOVEナッキー（TBS）主演：榊原郁恵
- 爆走!ドーベルマン刑事（テレビ朝日）
- それゆけ!レッドビッキーズ（テレビ朝日・ABC系）
- ぼくら野球探偵団（東京12チャンネル、円谷プロ制作）

バラエティなど諸分野
- THE MANZAI（フジテレビ、第1回放送、4月）
- 笑ってる場合ですよ!（フジテレビ、10月 - 1982年9月 後に2014年3月まで続いた笑っていいとも!）
- JNN報道特集（TBS、10月 - ）
  - 14年8か月続いた視聴者参加歌謡番組の草分け『家族そろって歌合戦』（TBS系）が、12月28日をもって終了。

その他
- モスクワオリンピック開催。テレビ朝日が独占中継（主に深夜の録画中継）。
- テレビ信州（TSB、NNN/NNS・ANNのクロスネット。現在はNNN/NNS単独）が開局（10月1日）。

#### 特撮
- 電子戦隊デンジマン（テレビ朝日）
- ウルトラマン80（TBS）
- Xボンバー（フジテレビ）
- 仮面ライダースーパー1（MBS）

#### コマーシャル
| キャッチフレーズなど                         | 商品名など             | メーカー           | 出演者                                         | 音楽                               |
| -------------------------------------------- | ---------------------- | ------------------ | ---------------------------------------------- | ---------------------------------- |
| それなりに写ります                           | フジカラー・プリント   | 富士フイルム       | 樹木希林・岸本加世子                           | －                                 |
| いいなあ、これ                               | ヤマハ・タウニイ       | ヤマハ発動機       | 渡辺貞夫                                       | 渡辺貞夫                           |
| 青春のひとつぶ                               | アーモンドチョコレート | 江崎グリコ         | 田原俊彦・松田聖子                             | 田原俊彦（歌）                     |
| ♪Ride on time                                | マクセル               | 日立マクセル       | 山下達郎                                       | 山下達郎                           |
| まぁ〜ピーマンを                             | Cook Do                | 味の素             | 黒柳徹子                                       | －                                 |
| 味ぶし、味ぶし、イェーイ                     | ふりかけ味ぶし         | 永谷園             | 加藤茶・志村けん                               | たかしまあきひこ                   |
| ♪いまの君はピカピカに光って                  | ミノルタX-7            | ミノルタカメラ     | 宮崎美子                                       | 糸井重里・鈴木慶一・斉藤哲夫（歌） |
| 僕なんか、これだけですよ!                    | MSシュレッダー         | 明光商会           | 竹村健一                                       | －                                 |
| ♪荷作りご無用、0123                          | －                     | アート引越センター | －                                             | 天地総子（歌）                     |
| まいったなぁ                                 | シンプルライフ         | レナウン           | 高倉健                                         | 小林亜星                           |
| マックロネシア人                             | スカイホリデー沖縄     | 全日本空輸         | ユキ・マッケンティー、矢島正明（ナレーション） | －                                 |
| 少し愛して、なが〜く愛して                   | ウイスキーレッド       | サントリー         | 大原麗子                                       | 服部克久                           |
| ん…ママ…                                     | ヱスビー和風カレー     | ヱスビー食品       | 柄本明・柳原ハルヲ（ベンガル）                 | －                                 |
| 小さな恋人                                   | マスカットキャンディ   | カバヤ食品         | アニメーション                                 | 藤本房子（歌）                     |
| おいしさ、絶好調!                            | チロルチョコレート     | 松尾製菓           | 明石家さんま                                   | －                                 |
| がんばれば、愛です。                         | 新グロモント           | 中外製薬           | タブチくん（声：西田敏行）                     | クレイジーパーティー（歌）         |
| ここ一番にこの一本!                          | タフマン               | ヤクルト           | 武上四郎（当時ヤクルト監督）                   | －                                 |
| このマット（三塁ベース）じゃ蚊が落ちないなぁ | キンチョーマット       | 大日本除虫菊       | 掛布雅之（当時阪神選手）                       | －                                 |
| 終りの時間にセットしておきました             | カシオメロディ         | カシオ計算機       | 香川伸行・藤原満（共に当時南海選手）           | －                                 |

### アニメ
アニメーション映画
- 3月15日 - ドラえもん のび太の恐竜（監督：福富博）

テレビアニメ
- 1月1日 - 『キリンあしたのカレンダー』放映開始
- 1月6日 - 『トム・ソーヤーの冒険』放映開始
- 1月7日 - 『森の陽気な小人たちベルフィーとリルビット』放映開始
- 1月8日 - 『ニルスのふしぎな旅』放映開始
- 1月9日 - 『メーテルリンクの青い鳥 チルチルミチルの冒険旅行』放映開始
- 2月2日 - 『タイムパトロール隊オタスケマン（タイムボカンシリーズ）』、『無敵ロボ トライダーG7』放映開始
- 2月4日 - 『ふたごのモンチッチ』放映開始
- 2月15日 - 『魔法少女ララベル』放映開始
- 3月19日 - 『宇宙大帝ゴッドシグマ』放映開始
- 4月4日 - 『ムーの白鯨』放映開始
- 4月6日 - 『スーキャット』、『燃えろアーサー 白馬の王子』放映開始
- 4月7日 - 『釣りキチ三平』放映開始
- 4月14日 - 『がんばれゴンベ』放映開始
- 4月15日 - 『ずっこけナイトドンデラマンチャ』放映開始
- 5月8日 - 『伝説巨神イデオン』放映開始
- 6月30日 - 『宇宙戦士バルディオス』放映開始
- 7月16日 - 『がんばれ元気』放映開始
- 9月2日 - 『怪物くん』放映開始
- 9月7日 - 『とんでも戦士ムテキング』放映開始
- 9月28日 - 『おじゃまんが山田くん』放映開始
- 10月1日 - 『鉄腕アトム (アニメ第2作)』放映開始
- 10月3日 - 『太陽の使者 鉄人28号』放映開始
- 10月9日 - 『ほえろブンブン』放映開始
- 10月11日 - 『宇宙戦艦ヤマトIII』,『まんがことわざ事典』放映開始
- 10月13日 - 『あしたのジョー2』放映開始

## スポーツ

### 総合競技大会
- 第35回国民体育大会 (栃の葉国体)

#### オリンピック・パラリンピック
冬季大会
冬季オリンピックがアメリカ合衆国のレークプラシッドで、冬季パラリンピックがノルウェーのヤイロで開催された。日本からも多数のアスリートが出場している。
- 第13回冬季オリンピック（レークプラシッド）

- 第2回冬季パラリンピック（ヤイロ）

夏季大会
夏季オリンピックがソビエト連邦（現・ロシア連邦）の首都モスクワで開催された。しかし、冷戦下の情勢のため西側諸国が集団ボイコットを行い、日本も不参加となった（詳細は「1980年モスクワオリンピック#ボイコット問題」を参照、また大会参加を前提とした日本選手団にいついては「1980年モスクワオリンピックの日本選手団」を参照）。
一方、オランダのアーネムで開催された夏季パラリンピックでは、ボイコットなどが行われずに日本からも多数のアスリートが出場している。
- 第22回夏季オリンピック（モスクワ）
- 第6回夏季パラリンピック（アーヘン）（大会時名称: 身体障害者オリンピックアーヘン大会）

### 各競技

#### 野球
プロ野球
- セ・リーグ優勝　広島東洋カープ
- パ・リーグ優勝　近鉄バファローズ
- 日本シリーズ優勝　広島東洋カープ（4勝3敗　MVP：ジム・ライトル）
- 後の松坂世代の選手が生まれる年（4月〜）

高校野球
- 第52回選抜高等学校野球大会(春) - 優勝　高知商（高知県）
- 第62回全国高等学校野球選手権大会(夏) - 優勝　横浜（神奈川県）

#### 相撲
大相撲（幕内最高優勝）
- 初場所　三重ノ海剛司
- 春場所　北の湖敏満
- 夏場所　北の湖敏満
- 名古屋場所　北の湖敏満
- 秋場所　若乃花幹士
- 九州場所　輪島大士

#### 格闘技
プロレス
- プロレス大賞MVP　アントニオ猪木（新日本プロレス）
- 世界最強タッグ決定リーグ戦優勝ジャイアント馬場&ジャンボ鶴田（師弟タッグ）組（2回目）

## 誕生

### 1月
- 1月1日 - 箕輪はるか、お笑いタレント（ハリセンボン）
- 1月2日 - 村上知子、お笑いタレント（森三中）
- 1月4日 - 細川亨、元プロ野球選手
- 1月4日 - 遠藤明子、タレント（元ワンギャル）
- 1月4日 - 高山梨香、元アナウンサー（テレビ西日本）
- 1月5日 - 林野健志、俳優
- 1月5日 - 大石昌良、シンガーソングライター
- 1月6日 - 萱島大介、元プロ野球選手
- 1月7日 - 進藤学、俳優
- 1月8日 - 井野俊郎、政治家
- 1月8日 - 君嶋ゆかり、ラジオDJ（元ワンギャル）
- 1月9日 - 西山道隆、元プロ野球選手
- 1月10日 - 仁部智、元プロ野球選手
- 1月11日 - 清木場俊介、ミュージシャン
- 1月12日 - 藤巻亮太、ミュージシャン（レミオロメン）
- 1月13日 - 加地亮、元サッカー選手
- 1月13日 - 大島美幸、お笑いタレント（森三中）
- 1月14日 - 玉木宏、俳優、歌手
- 1月14日 - 甲斐田裕子、声優
- 1月14日 - 炭谷宗佑、元日本テレビアナウンサー
- 1月15日 - 坂井ひろみ、元タレント
- 1月15日 - 岡山裕子、フリーアナウンサー
- 1月18日 - 藤田和男、元野球選手
- 1月20日 - 中村祥子、バレエダンサー
- 1月21日 - 水樹奈々、声優、歌手
- 1月21日 - KEIJI、EXILE
- 1月21日 - 川原克己（天竺鼠）、お笑い芸人
- 1月21日 - 北尾まどか、女流棋士 (将棋)
- 1月22日 - 石川雅規、プロ野球選手
- 1月22日 - 脳みそ夫、お笑いタレント
- 1月23日 - 夏目ナナ、元AV女優、タレント
- 1月24日 - 北沢まりあ、タレント、レースクイーン
- 1月24日 - 藤原岬、ヴォーカリスト、ラジオDJ
- 1月26日 - 小林沙苗、声優
- 1月28日 - 遠藤保仁、サッカー選手
- 1月28日 - 木村まどか、声優
- 1月28日 - 長田庄平、お笑い芸人（チョコレートプラネット）
- 1月30日 - 菅野文、漫画家

### 2月
- 2月1日 - アボット、風俗嬢
- 2月1日 - 蛯名清一、俳優
- 2月3日 - 吉岡美穂、元レースクイーン・タレント
- 2月4日 - 桐谷健太、俳優
- 2月4日 - 北岡悟、総合格闘家
- 2月5日 - 長崎伸一、元プロ野球選手
- 2月6日 - 中田ヤスタカ、音楽プロデューサー・DJ
- 2月6日 - 能登麻美子[20]、声優
- 2月6日 - 喜多隆志、元プロ野球選手
- 2月11日 - 藤井悠、タレント・元ファッションモデル
- 2月13日 - 伊比裕一郎、ミュージシャン（R.O.B）
- 2月13日 - 三上卓哉、元サッカー選手
- 2月14日 - 山口紗弥加、女優
- 2月14日 - UKI、歌手（SHAKALABBITS）
- 2月16日 - 城谷歩、怪談師・俳優
- 2月17日 - 遠藤綾、声優
- 2月18日 - 美元智衣、歌手
- 2月18日 - 藤原美樹、料理研究家
- 2月19日 - フリーディア・ニムラ、タレント
- 2月20日 - 中村悠一、声優
- 2月20日 - 石田明、お笑い芸人（NON STYLE）
- 2月21日 - 板倉康弘、元プロ野球選手
- 2月23日 - 虹歩、ストリッパー
- 2月24日 - 中邑真輔、プロレスラー
- 2月26日 - 石井里佳、歌手
- 2月27日 - 佐藤隆太、俳優
- 2月27日 - 天津飯大郎、お笑い芸人（天津）
- 2月28日 - 奥村愛子、シンガーソングライター
- 2月28日 - 鈴木秀樹、プロレスラー
- 2月29日 - 井川絵美、元ベイエフエムDJ・元ワンギャル
- 2月29日 - 大崎なる美、元AV女優
- 2月29日 - 松本江里子、歌手

### 3月
- 3月1日 - 井上裕介、お笑いタレント（NON STYLE）
- 3月2日 - 優木まおみ、タレント
- 3月2日 - 石川伸一郎、俳優
- 3月3日 - 竹中三佳、モデル
- 3月3日 - こしじまとしこ、歌手
- 3月3日 - 佐藤克樹 - NHKアナウンサー
- 3月5日 - 山田まりや、タレント
- 3月5日 - 神宮司治、ミュージシャン（レミオロメン）
- 3月6日 - 浮田久重、タレント（元ワンギャル）
- 3月6日 - 嘉門洋子、女優
- 3月7日 - 大島秀夫、元サッカー選手
- 3月8日 - 松里ともか、モデル・タレント
- 3月8日 - 大須賀允、元プロ野球選手
- 3月8日 - 藤川優里、政治家
- 3月9日 - 河野真也、お笑い芸人（オクラホマ）
- 3月9日 - 露鵬、元大相撲力士
- 3月9日 - 安達哲朗、俳優
- 3月10日 - 広瀬仁美、元女優
- 3月10日 - 羽根翠、バレーボール選手
- 3月11日 - 富田晶子、フレアバーテンダー兼モデル
- 3月14日 - 青木崇高、俳優
- 3月18日 - 水谷舞、タレント
- 3月19日 - 下川みくに、歌手
- 3月19日 - タイチ、プロレスラー
- 3月20日 - 田上秀則、元プロ野球選手
- 3月21日 - 近衛はな、女優
- 3月22日 - 柳明日香、元タレント
- 3月24日 - SHOGO、ミュージシャン（175R・ボーカル）
- 3月25日 - 中村まゆみ、舞台女優、元お笑い芸人
- 3月25日 - 清水俊輔、テレビ朝日アナウンサー
- 3月25日 - 大悟、お笑いタレント (千鳥)
- 3月26日 - 阿部亮平 (俳優)
- 3月27日 - 阿部薫 (俳優)
- 3月27日 - 前田新悟、元プロ野球選手
- 3月28日 - 葵みのり、AV女優
- 3月28日 - 堀越啓仁、政治家
- 3月29日 - 佐藤良子、日本テレビアナウンサー
- 3月29日 - 堀内ナナ、元AV女優
- 3月31日 - 坂本真綾、声優、歌手
- 3月31日 - 和教、ミュージシャン（少年カミカゼ）

### 4月
- 4月1日 - 竹内結子、女優（+ 2020年）
- 4月1日 - 飯野めぐみ、タレント
- 4月2日 - 楠城華子、タレント
- 4月2日 - 友井雄亮、俳優
- 4月2日 - 船本孝宏、作曲家
- 4月2日 - 沢井亮、AV男優
- 4月2日 - 白井祐矢、総合格闘家
- 4月3日 - 山口宇史、お笑い芸人（EE男）
- 4月3日 - 塚田テツヲ、ミュージシャン（せきずい）
- 4月5日 - 中村誠治郎、俳優
- 4月7日 - 玉山鉄二、俳優
- 4月7日 - 竹財輝之助、俳優
- 4月7日 - 福岡サヤカ、タレント（元ワンギャル）
- 4月8日 - 脊山麻理子、フリーアナウンサー（元日本テレビ）
- 4月9日 - 湯山大一郎、俳優
- 4月9日 - ミラクルひかる、形態及び声音模写
- 4月10日 - 久我未来、俳優
- 4月10日 - 福井強、元プロ野球選手
- 4月11日 - 玉田圭司、元サッカー選手
- 4月11日 - いとうまゆ、ダンスインストラクター
- 4月12日 - 河野真幸、プロレスラー
- 4月12日 - 楠瀬拓哉、ドラマー、作詞・作曲家、元Hysteric Blue
- 4月13日 - 萩原智子、元競泳選手
- 4月14日 - 相沢真紀、タレント（元ワンギャル）
- 4月14日 - 伊藤歩、女優
- 4月15日 - 早房結香、お笑い芸人
- 4月15日 - 水田信二、お笑いタレント（元和牛）
- 4月15日 - 佐藤美貴、俳優
- 4月15日 - 阿部加奈江、声優
- 4月16日 - 木村昇吾、元プロ野球選手、クリケット選手
- 4月16日 - 広野耕一、元サッカー選手
- 4月17日 - 大雷童太郎、大相撲力士
- 4月18日 - 石堂克利、元プロ野球選手
- 4月18日 - 小林宏之、元サッカー選手
- 4月19日 - 玉城ちはる、女優、歌手
- 4月21日 - 星野桂、漫画家
- 4月21日 - 竹原直隆、元プロ野球選手
- 4月21日 - 千葉涼子、女流棋士
- 4月21日 - 下野紘、声優
- 4月23日 - 久遠さやか、女優
- 4月23日 - 平石洋介、元プロ野球選手
- 4月24日 - コシバKEN、総合司会（ET-KING）
- 4月24日 - 松本拓也、元プロ野球選手
- 4月25日 - 多田野数人、元プロ野球選手
- 4月25日 - 宮澤寿梨、女優・タレント
- 4月25日 - 郷本直也、俳優
- 4月25日 - 森永理科、声優
- 4月28日 - 石野田奈津代、シンガーソングライター
- 4月28日 - 江口のりこ、女優
- 4月28日 - 田中大貴、フリーアナウンサー（元フジテレビ）
- 4月28日 - 橋本健太郎、元プロ野球選手
- 4月28日 - 大西宏明、元プロ野球選手
- 4月30日 - EXILE ATSUSHI、歌手（EXILE）

### 5月
- 5月1日 - 市川洋介、俳優
- 5月1日 - 坂本美雨、歌手
- 5月1日 - 牧谷宇佐美、元プロ野球選手
- 5月2日 - 城山未帆、女優、タレント
- 5月2日 - 上重聡、日本テレビアナウンサー
- 5月4日 - 大黒将志、元サッカー選手
- 5月4日 - 光永亮太、歌手
- 5月6日 - 長田秀一郎、元プロ野球選手
- 5月6日 - 鞘師智也、元プロ野球選手
- 5月6日 - 小西正則、元野球選手
- 5月7日 - 寺田祐也、元プロ野球選手
- 5月7日 - 五十嵐圭、バスケットボール選手
- 5月7日 - 杉山春樹、元プロ野球選手
- 5月8日 - 吉本亮、元プロ野球選手
- 5月8日 - 星野八千穂、元プロ野球選手
- 5月8日 - 星野貴紀、声優
- 5月9日 - 新垣渚、元プロ野球選手
- 5月9日 - 西紀寛、元サッカー選手
- 5月9日 - あかぎあい、タレント
- 5月10日 - 福田健二、俳優
- 5月11日 - 大野隆治、元プロ野球選手
- 5月12日 - 泉政行、俳優（+ 2015年）
- 5月13日 - 井上和香、タレント
- 5月13日 - 野波麻帆、女優
- 5月14日 - 市川大祐、元サッカー選手
- 5月14日 - 佐井仁美、元タレント（元ワンギャル）
- 5月14日 - 村井英樹、政治家
- 5月15日 - 小池正晃、元プロ野球選手、野球指導者
- 5月15日 - 中尾衣里、声優
- 5月17日 - 木佐貫洋[21]、元プロ野球選手、スカウト
- 5月18日 - 紺野麻里、元バスケットボール選手
- 5月19日 - 影山のぞみ、芸能人女子フットサル選手
- 5月19日 - 田才千恵、ファッションモデル
- 5月20日 - 森千夏、砲丸投選手（+ 2006年）
- 5月21日 - 藤沢大悟、俳優
- 5月21日 - 山下晃和、モデル
- 5月21日 - 藤崎紘範、元プロ野球選手
- 5月21日 - 小原裕貴、元ジャニーズJr
- 5月22日 - 田中麗奈、女優
- 5月22日 - 村越としや、写真家
- 5月22日 - 増島愛浩、俳優
- 5月22日 - 湊川誠隆、元プロ野球選手
- 5月23日 - 久保裕也、元プロ野球選手
- 5月23日 - 高橋一正、元プロ野球選手
- 5月23日 - 河田吉正、声優
- 5月25日 - 永坂悠、元ストリッパー
- 5月26日 - 水谷雄一、サッカー選手
- 5月26日 - 相磯舞、山形放送アナウンサー
- 5月27日 - 金古聖司、元サッカー選手
- 5月28日 - 佐藤美砂、ストリッパー
- 5月29日 - 高橋美佳子[22]、声優
- 5月29日 - 片山裕介、お笑い芸人（ヒカリゴケ）
- 5月29日 - 長尾純子、女優
- 5月30日 - 大浦あんな、AV女優
- 5月31日 - 勝村美香、女優
- 5月31日 - 松本博之、俳優
- 5月31日 - 斎藤恵美 、ファッションモデル
- 5月31日 - 眞鍋かをり、女優・タレント・モデル

### 6月
- 6月1日 - 黄川田将也、俳優
- 6月1日 - 千代反田充、元サッカー選手
- 6月1日 - 東野佑美、女優
- 6月2日 - 末續慎吾、陸上選手
- 6月2日 - 又吉直樹、お笑いタレント(ピース)
- 6月3日 - 鈴木桂治、柔道選手
- 6月3日 - 吉川エミリー、AV女優・泡姫
- 6月3日 - 金川直樹、元プロ野球選手
- 6月3日 - 崔領二、プロレスラー
- 6月4日 - 秋山純、ジャニーズ
- 6月5日 - 後藤武敏、プロ野球選手
- 6月5日 - 戸田蔵人、オートバイレーサー（+ 2015年）
- 6月7日 - 諫山実生、歌手
- 6月8日 - 新田佳浩、パラリンピック・ノルディックスキー選手
- 6月9日 - 植田佳奈、声優
- 6月9日 - 加藤真由、タレント
- 6月9日 - 熊切あさ美、タレント
- 6月9日 - 三枝夕夏、歌手
- 6月9日 - 安田剛士、漫画家
- 6月9日 - 田中マルシオ敬三、元野球選手
- 6月10日 - 藤田陽子 (女優)
- 6月10日 - 中島俊哉、元プロ野球選手
- 6月11日 - ムーディ勝山、お笑い芸人（勝山梶）
- 6月11日 - 宮本崇弘、声優
- 6月12日 - 森知子、元チェキッ娘
- 6月13日 - 甲斐まり恵、フリーアナウンサー
- 6月14日 - 岡田ひかり、グラビアアイドル
- 6月17日 - KIMERU、歌手、俳優
- 6月17日 - 川井進、元プロ野球選手
- 6月18日 - 福原慶匡、実業家
- 6月19日 - 川瀬晶子 (声優)
- 6月19日 - 宮里優作、プロゴルファー
- 6月19日 - 酒井大輔、元プロ野球選手
- 6月20日 - 鈴木章太、元プロ野球審判員
- 6月20日 - 芳川隆一　NHKアナウンサー
- 6月22日 - 金森久朋、元プロ野球選手
- 6月23日 - 浅田若菜、東海ラジオアナウンサー
- 6月23日 - 高宮悠子、タレント
- 6月24日 - 中山功太、お笑い芸人
- 6月24日 - 恩田祐一、クロスカントリースキー
- 6月25日 - 竹内のぞみ、タレント
- 6月26日 - 熊本梨佳、サンフラワー
- 6月27日 - 優香、タレント
- 6月27日 - 二川孝広、サッカー選手
- 6月30日 - 佐々木正詞、元野球選手
- 6月30日 - 鈴木磨人、フットサル選手
- 6月30日 - 麻衣、モデル

### 7月
- 7月2日 - 有賀光一、ミュージカル俳優
- 7月3日 - 中島譲、元サッカー選手
- 7月3日 - 西野亮廣、絵本作家、元お笑い芸人（キングコング）
- 7月4日 - 新井里美、声優
- 7月4日 - 前山田健一（別名義・ヒャダイン）、作曲家
- 7月5日 - 阿部吉朗、元サッカー選手
- 7月7日 - 石本沙織、フジテレビアナウンサー
- 7月7日 - 国府田ひとみ、ストリッパー
- 7月8日 - 戸崎圭太、騎手
- 7月8日 - 遠藤みずき、タレント
- 7月8日 - 佐藤光留、プロレスラー、総合格闘家
- 7月9日 - 吉村崇、お笑い芸人（平成ノブシコブシ）
- 7月9日 - 吉野智行、元サッカー選手
- 7月10日 - 志村正彦、ミュージシャン、（フジファブリックギター・ボーカル）（+ 2009年）
- 7月11日 - 鈴江奈々、日本テレビアナウンサー
- 7月12日 - 亘健太郎、お笑い芸人（フルーツポンチ）
- 7月13日 - 中孝介、歌手
- 7月13日 - 松比良平太、元プロ野球選手
- 7月14日 - 小山良男、元プロ野球選手
- 7月17日 - 池永大輔、元野球選手
- 7月18日 - 広末涼子、女優、歌手
- 7月19日 - 小嶺麗奈、女優
- 7月19日 - 一太郎、俳優
- 7月19日 - 木村綾子、タレント
- 7月19日 - 高橋敏郎、元プロ野球選手
- 7月19日 - 宮原裕司、元サッカー選手
- 7月20日 - 東俊介、ミュージシャン (SPLAY)
- 7月20日 - 堤内健、元プロ野球選手
- 7月20日 - 丹野祐樹、元プロ野球選手
- 7月20日 - 三咲舞花、レースクイーン、タレント
- 7月21日 - 藤川球児、元プロ野球選手
- 7月22日 - 伊藤良夏、政治家
- 7月22日 - 領毛あゆみ（旧芸名：北上アミ）、タレント・元シェキドル
- 7月22日 - 星ひとみ、占い師、元グラビアアイドル
- 7月23日 - 吉見太一、元プロ野球選手
- 7月23日 - 大桑マイミ、ファッションモデル・タレント
- 7月23日 - 宮脇渉、ミュージシャン（12012ヴォーカル）
- 7月24日 - 北村宏司、JRA騎手
- 7月24日 - 森勇介、元サッカー選手
- 7月24日 - 四ツ車大八、元大相撲力士
- 7月25日 - 寺本四郎、元プロ野球選手
- 7月26日 - 升望、声優
- 7月26日 - 合田智子、元野球選手
- 7月26日 - 宮澤健太郎、元野球選手
- 7月27日 - 加藤大輔、元プロ野球選手
- 7月28日 - 笠木忍、AV女優
- 7月28日 - 根本はるみ、グラビアアイドル
- 7月30日 - 上原彩子 (ピアニスト)
- 7月30日 - ノーパンチ松尾、お笑い芸人（ザ・パンチ）
- 7月30日 - ノーマルKIM、AV監督
- 7月31日 - 愛内里菜、歌手

### 8月
- 8月1日 - 小椋真介、元プロ野球選手
- 8月1日 - 小暮卓史、レーシングドライバー
- 8月1日 - 猿渡ゆか、女優・レポーター（+ 2015年）
- 8月1日 - 平松隆円、化粧研究者
- 8月1日 - 中野滋樹、元野球選手
- 8月5日 - 橋本奈穂子、NHKアナウンサー
- 8月5日 - 根本幸多、声優
- 8月6日 - 久保康友、プロ野球選手
- 8月7日 - 梶原雄太、お笑い芸人（キングコング）
- 8月7日 - 巻誠一郎、サッカー選手
- 8月8日 - 田尾耕太郎、歯科医師
- 8月8日 - 鴻上久美子、女優
- 8月10日 - 宮澤ゆうな、AV女優
- 8月11日 - 池辺愛、お笑いタレント（モエヤン）
- 8月12日 - 紺田敏正、元プロ野球選手
- 8月12日 - 矢野修平、元プロ野球選手
- 8月13日 - 南条あや、ネットアイドル（+ 1999年）
- 8月13日 - 三好博道、お笑い芸人（オキシジェン）
- 8月14日 - 理衣、ファッションモデル
- 8月14日 - 佐藤理恵、ソフトボール選手
- 8月15日 - DJ ANGEL、ミュージシャン・DJ
- 8月18日 - 高木晋哉、お笑い芸人（ジョイマン）
- 8月19日 - ディーン・フジオカ、俳優
- 8月19日 - 飯田宏行、元プロ野球選手
- 8月19日 - 青柳勧、プロ水球選手
- 8月19日 - 荒川愛、グラビアアイドル
- 8月19日 - 高畑百合子、TBSアナウンサー
- 8月21日 - 東出輝裕、元プロ野球選手
- 8月21日 - 藤田瞳、タレント
- 8月21日 - 小林正人、元プロ野球選手
- 8月21日 - 工藤和樹、元プロ野球審判員
- 8月23日 - 栗田雄介、元プロ野球選手
- 8月24日 - 浜崎茜、女優・歌手
- 8月25日 - 北川賢一、ロードオブメジャーのボーカル
- 8月28日 - 普天王水、大相撲力士
- 8月28日 - Micro of Def Tech、ミュージシャン
- 8月29日 - 斉藤大介、サッカー選手
- 8月29日 - 小泉まな、ストリッパー

### 9月
- 9月1日 - 赤田将吾、元プロ野球選手
- 9月1日 - 町田恵、元チェキッ娘
- 9月2日 - 堀田ゆい夏、グラビアアイドル
- 9月3日 - 江草仁貴、元プロ野球選手
- 9月4日 - 島谷ひとみ、歌手
- 9月4日 - 朝河蘭、AV女優
- 9月4日 - 古卿大知、元野球選手
- 9月8日 - 門脇舞以、声優
- 9月8日 - 山口一郎、ミュージシャン（サカナクション）
- 9月9日 - 内山敬太、ミュージシャン（ケイタク）
- 9月9日 - 酒井若菜、女優
- 9月12日 - 澤野弘之、作曲家
- 9月12日 - 白坂聡、JRA騎手
- 9月13日 - 松坂大輔、元プロ野球選手
- 9月13日 - 深井正樹、元サッカー選手
- 9月13日 - 坂本三佳、タレント
- 9月13日 - 市川みか、タレント・グラビアアイドル
- 9月15日 - 山口義治、プロ野球審判員
- 9月16日 - 徳井健太[Web 4]、お笑い芸人（平成ノブシコブシ）
- 9月17日 - 三山ひろし、演歌歌手
- 9月17日 - 加山由衣、元AV女優
- 9月18日 - 江畑浩規、俳優
- 9月19日 - 夏川純、グラビアアイドル
- 9月19日 - 新山愛里、ストリッパー
- 9月20日 - 入野久彦、元プロ野球選手
- 9月21日 - 矢野謙次、元プロ野球選手
- 9月21日 - 田中瑞季、元プロ野球選手
- 9月22日 - 井手迫弘美、ローカルタレント
- 9月22日 - 浅野いにお、漫画家
- 9月25日 - 網野友雄、バスケットボール選手
- 9月25日 - 大櫛エリカ、タレント
- 9月26日 - 押川カズヒロ、ミュージシャン（せきずい）
- 9月26日 - 我那覇和樹、サッカー選手
- 9月27日 - 橋本直、お笑い芸人 (銀シャリ)
- 9月27日 - 堀川由理、歌手
- 9月27日 - 朝青龍明徳、大相撲第68代横綱
- 9月27日 - 立山秋航、THE LINDA!のメンバー、作曲家、編曲家
- 9月29日 - 榎本加奈子、女優
- 9月29日 - 片瀬ゆき、女優、元レースクイーン
- 9月29日 - 花沢耕太、ミュージシャン（Chicago Poodle）
- 9月30日 - 小笠原亜里沙、女優

### 10月
- 10月1日 - 大谷亮平、俳優、モデル
- 10月2日 - タイヘイ、ミュージシャン（ヤドカリ）
- 10月2日 - miyake、ミュージシャン（mihimaru GT）
- 10月3日 - 八反安未果、歌手
- 10月3日 - 三浦瑠麗、国際政治学者
- 10月3日 - MEG、ミュージシャン・ファッションモデル・デザイナー
- 10月4日 - 高城元気、声優
- 10月4日 - 土井成樹、プロレスラー
- 10月5日 - 田臥勇太、バスケットボール選手
- 10月7日 - 塩谷朋之、ミュージシャン（12012ベース）
- 10月7日 - 植大輔、元プロ野球選手
- 10月7日 - 坂本充、野球選手
- 10月8日 - 新妻聖子、ミュージカル女優
- 10月8日 - 安原政俊、元プロ野球選手
- 10月8日 - 川添將大、元プロ野球選手
- 10月10日 - 小谷野栄一、プロ野球選手
- 10月10日 - 相沢しの、元グラビアアイドル
- 10月11日 - 梵英心、プロ野球選手
- 10月11日 - 光原逸裕、プロ野球選手
- 10月11日 - 杉田智和、声優
- 10月11日 - 脇知弘、俳優
- 10月11日 - 秦基博、シンガーソングライター
- 10月11日 - 泉星香、ストリッパー
- 10月13日 - Salyu、歌手
- 10月14日 - 石井あみ、元ワンギャル
- 10月14日 - 林丈統、サッカー選手
- 10月15日 - 渡辺直人、プロ野球選手
- 10月15日 - 川村亜紀、グラビアアイドル
- 10月15日 - 木谷寿巳、プロ野球選手
- 10月16日 - 中山恵、ファッションモデル
- 10月17日 - 児玉美保、アナウンサー
- 10月19日 - 瀬戸弘司、youtuber
- 10月21日 - 六車勇輝、俳優
- 10月21日 - 稲嶺誉、元プロ野球選手
- 10月23日 - 仲村綾乃、女優
- 10月23日 - 希良梨、元女優
- 10月23日 - 今井茂雄、演出家・俳優
- 10月24日 - いとうあいこ、タレント・女優
- 10月25日 - 富樫和大、元プロ野球選手
- 10月25日 - 佐藤二朗、元プロ野球選手
- 10月26日 - 一柳亜矢子、NHKアナウンサー
- 10月26日 - 守谷日和、お笑い芸人
- 10月27日 - 大菅小百合、スピードスケート選手
- 10月28日 - Tama、歌手、元Hysteric Blue
- 10月29日 - 横澤由貴、柔道選手
- 10月29日 - 伊代野貴照、プロ野球選手
- 10月30日 - 鬼束ちひろ、シンガーソングライター
- 10月30日 - 杉内俊哉、プロ野球選手
- 10月30日 - 福田衣里子、衆議院議員
- 10月31日 - 山﨑浩司、プロ野球選手
- 10月31日 - 中村憲剛、サッカー選手

### 11月
- 11月1日 - 逸木裕、小説家、推理作家
- 11月1日 - 河野友軌、元プロ野球選手
- 11月1日 - 永井ゆうじ、漫画家
- 11月3日 - 高田潤、JRA騎手
- 11月4日 - 水田圭介、プロ野球選手
- 11月5日 - 吉田愛、セーリング選手
- 11月7日 - 古橋達弥、サッカー選手
- 11月8日 - 上本達之、元プロ野球選手
- 11月9日 - 鬼崎智史、野球選手
- 11月10日 - 古木克明、元プロ野球選手
- 11月12日 - 松島竜太、サッカー選手
- 11月14日 - 木村由姫、元歌手
- 11月14日 - 坂本直子、マラソン選手
- 11月14日 - 近藤浩徳、声優
- 11月15日 - 竹仲絵里、歌手
- 11月16日 - 井元由香、女優
- 11月16日 - 小島よしお、お笑いタレント
- 11月17日 - 磯崎敬太、サッカー選手
- 11月17日 - 藤野恵実、総合格闘家
- 11月18日 - 岡田准一、俳優（元V6）
- 11月19日 - 赤嶺寿乃、女優
- 11月19日 - 小山桂司、元プロ野球選手
- 11月20日 - 小池栄子、女優
- 11月21日 - 高松新一、お笑い芸人（オジンオズボーン）
- 11月21日 - 高木和道、サッカー選手
- 11月21日 - 冨田洋之、体操競技選手
- 11月25日 - 来生ひかり、AV女優
- 11月25日 - 村本大輔、お笑い芸人（ウーマンラッシュアワー）
- 11月26日 - 大野智、俳優、歌手（嵐）
- 11月26日 - 小野寺力、元プロ野球選手
- 11月28日 - 樽美酒研二、ドラムリスト（ゴールデンボンバー）
- 11月28日 - 河井ゆずる、お笑いタレント（アインシュタイン）
- 11月29日 - 宮本愛子、元ワンギャル
- 11月29日 - 森田丈武、元プロ野球選手

### 12月
- 12月2日 - 日向崇、俳優
- 12月2日 - 三橋直樹、プロ野球選手
- 12月3日 - 武田豊彦、お笑い芸人（アントニオ）
- 12月3日 - 壇蜜、グラビアアイドル
- 12月4日 - 森貴美子、モデル
- 12月5日 - 伊藤静、声優
- 12月6日 - 保田圭、タレント、元モーニング娘。
- 12月8日 - 川松真一朗、政治家
- 12月8日 - 村上健志、お笑い芸人（フルーツポンチ）
- 12月9日 - 高橋一生、俳優
- 12月12日 - 綾瀬麻理、ヌードモデル
- 12月12日 - 大木優紀、テレビ朝日アナウンサー
- 12月12日 - 小田京子、グラビアアイドル
- 12月13日 - 妻夫木聡、俳優
- 12月13日 - 半﨑美子、シンガーソングライター
- 12月14日 - 永川勝浩、プロ野球選手
- 12月16日 - 竹松舞、ハープ演奏家
- 12月16日 - 長谷川穂積、プロボクシング世界王者
- 12月18日 - 松元ユウイチ、プロ野球選手
- 12月19日 - 占部沙矢香、中部日本放送アナウンサー
- 12月21日 - 白川みなみ、女優
- 12月22日 - 浦田聖子、ビーチバレー選手
- 12月23日 - 山本康平、俳優
- 12月23日 - 小森孝憲、元プロ野球選手
- 12月23日 - 松本幸大、プロ野球選手
- 12月24日 - 吉田由莉、女優、グラビアアイドル
- 12月24日 - 小橋知子、声優
- 12月25日 - 杉山直久、プロ野球選手
- 12月25日 - 朝倉みず希、芸能人女子フットサル選手
- 12月25日 - 橋本麗香、女優（元ワンギャル）
- 12月25日 - 前田芳美、モデル、インディーズ・ミュージシャン
- 12月25日 - 齊藤健一郎、政治家
- 12月26日 - 田畑智子、女優
- 12月26日 - 桑原敬一、声優
- 12月28日 - 村田修一、プロ野球選手
- 12月30日 - 立花かおり、グラビアアアイドル
- 12月31日 - 村主章枝、フィギュアスケート選手
- 12月31日 - 武英智、JRA騎手
- 12月31日 - 林ゆうき、作曲家

### 誕生日不詳
- なかむらるみ、イラストレーター